# ستان هاربر
ستان هاربر (بالإنجليزية: Stan Harper) هو عازف هارمونيكا أمريكي، ولد في 2 سبتمبر 1921 في بروكلين في الولايات المتحدة، وتوفي في 29 يونيو 2016 في نيوجيرسي في الولايات المتحدة.